# Utetheisa pulchelloides
Espèce
Utetheisa pulchelloides est une espèce de lépidoptères (papillons) de la famille des Erebidae et de la sous-famille des Arctiinae.
L'imago a une envergure d'environ 3 cm.
On le trouve dans la région indo-australienne, notamment à Bornéo, à Hong Kong, en Nouvelle-Zélande, en Nouvelle-Guinée, aux Seychelles et dans la majeure partie de l'Australie.
Les chenilles se nourrissent d’Argusia argentea, Echium plantagineum, Heliotropium arborescens et Myosotis arvensis.